# Luis Guízar y Barragán
Luis Guízar y Barragán (* 21. Juni 1895 in Cotija, Jalisco, Mexiko; † 26. Oktober 1981) war Bischof von Saltillo.

## Leben
Luis Guízar y Barragán empfing am 28. Oktober 1918 das Sakrament der Priesterweihe.
Am 27. November 1931 ernannte ihn Papst Pius XI. zum Bischof von Campeche. Der Bischof von Chihuahua, Antonio Guízar y Valencia, spendete ihm am 7. Februar 1932 die Bischofsweihe; Mitkonsekratoren waren der Bischof von Veracruz-Jalapa, Raphael Guizar Valencia, und der Bischof von Cuernavaca, Francisco María González y Arias. Die Amtseinführung erfolgte am 28. Februar desselben Jahres. Am 7. Oktober 1938 ernannte ihn Pius XI. zum Titularbischof von Tinum und bestellte ihn zum Koadjutorbischof von Saltillo. Guízar y Barragán wurde am 5. April 1954 in Nachfolge des verstorbenen Jesús María Echavarría y Aguirre Bischof von Saltillo.
Luis Guízar y Barragán nahm an allen vier Sitzungsperioden des Zweiten Vatikanischen Konzils teil.
Am 4. Oktober 1975 nahm Papst Paul VI. das von Luis Guízar y Barragán aus Altersgründen vorgebrachte Rücktrittsgesuch an.